# M14 (球狀星團)

M14

M14（也被稱為梅西耶14或NGC 6402）是星座蛇夫座中的一個球狀星團。它是查爾斯·梅西耶在1764年發現的。
M14包含數十萬顆恆星，距離地球大約30,000光年。它的視星等為 +7.6，用雙筒望遠鏡可以輕鬆地看到。中等口徑的望遠鏡能顯示一些星等為 +14等的單顆恆星。
M14的總光度大約是太陽的400,000倍，對應的絕對星等為 -9.12等。它的直徑約為100光年，而星團的形狀明顯被拉長了。
在M14中總共已經發現了超過70顆的變星，其中許多是室女座W型變星，這是常見於球狀星團中的一種變星。1938 年，曾出現了一顆新星，但直到1964年才在研究當時的照相底片時被發現。據估計，這顆新星達到了 +9.2星等的最大亮度，比星團中最亮的正常恆星亮五倍多。
在M14西南方向略高於3°的地方，有一個暗淡的球狀星團NGC 6366。

## 圖集

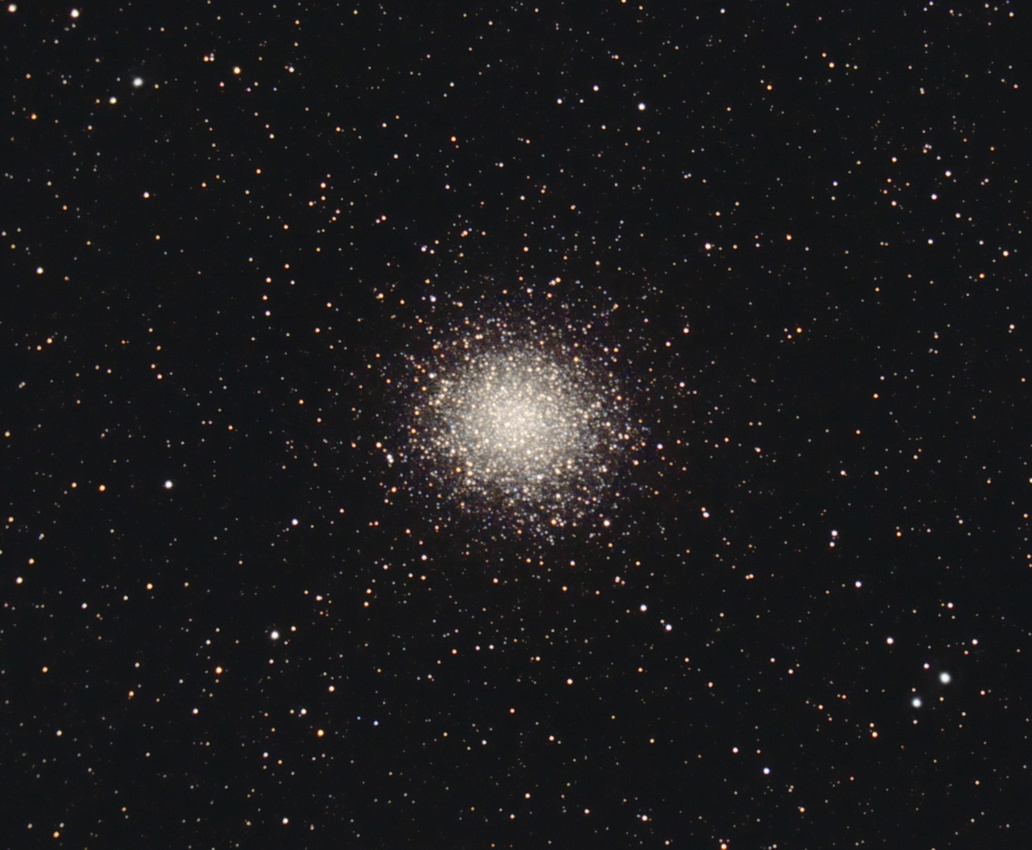
業餘小望遠鏡拍攝的M14
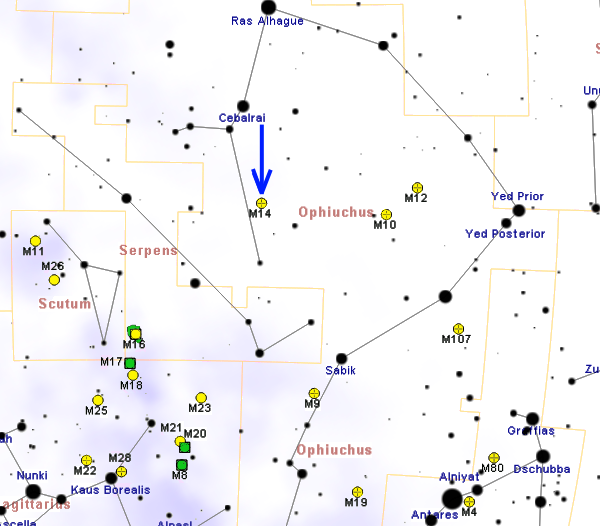
標示M14位置的星圖

## 外部連結
- SEDS Messier pages on M14
- M14, Galactic Globular Clusters Database page
- NASA Astronomy Picture of the Day: The Comet and the Star Cluster (11 April 2016) - one of the two being M14
- WikiSky上关于M14 (球狀星團)的内容：DSS2, SDSS, GALEX, IRAS, 氢α, X射线, 天文照片, 天图, 文章和图片

| 天文學目錄  | 天文學目錄                                           | 天文學目錄 |
| ----------- | ---------------------------------------------------- | ---------- |
| NGC天體表： | NGC 6400 - NGC 6401 - NGC 6402 - NGC 6403 - NGC 6404 |            |